# 미나가와촌
미나가와촌(皆川村)은 도치기현의 중남부, 시모쓰가군에 속했던 촌이다.

## 역사
- 1889년 4월 1일 - 정촌제 시행에 의해 시모쓰가군 미나가와촌이 성립하였다.
- 1954년 9월 30일 - 오미야촌, 후키아게촌, 데라오촌과 함께 도치기시에 편입되었다.

## 참고문헌
- 『栃木県町村合併誌 第二巻』 栃木県、1955年4月。